# Военная система династии Афшаридов
Военная система династии Афшаридов — корни военных систем афшаридов уходят в период кровопролитных столкновений в Хорасане накануне распада Сефевидского государства. Число боевиков под командованием Надиргулу-хана Афшара, местного военачальника и члена туркменского племени афшар, составляло всего несколько сотен, и действовали они на северо-востоке современного Ирана. После того, как Надиргулу объявил себя царем, общее количество воинов под его командованием достигло 375 тысяч. По словам историка Майкла Эксворти, хотя эта армия была самой могущественной для своего времени, ее самым большим преимуществом было то, что ею командовал Надир, самый талантливый и успешный генерал .
После того как Надир-шах был убит группой своих генералов в 1747 году, государство начало распадаться и погрузиться в гражданскую войну, которая растянулась на десятилетия. С началом этих процессов распалась и считавшаяся когда-то сильной армией армия Надира. Хотя многие афшары боролись за верховную власть, помимо них было много других кандидатов. Верховная власть в стране была восстановлена лишь при правлении Ага Мохаммед Шаха Каджара. Это стало возможным после успешных военных походов Ага Мухаммед Шаха Каджара в конце XVIII века.

## Обзор
Армия Афшаридов всегда была преимущественно кавалерийской силой.  Он достиг пика в 375 000 человек в 1743 году, неустойчивая цифра, которая привела к краху экономики империи. Его наиболее заметным изменением по сравнению с Сефевидами было использование огнестрельного оружия. В то время как Сефевиды создали ядро мушкетеров и артиллеристов в  XVI  веке, до середины  XVIII  века эти люди превосходили численностью полчища конных воинов, вооруженных копьями, мечами и луками, поставляемых кочевыми и полукочевыми племенами. Многие из войск шаха по-прежнему были оснащены одним и тем же традиционным оружием, отказавшись от карабинов и пистолетов, принятых на вооружение европейской кавалерией в тот же период. Именно при Надир-шахе большинство войск в армии впервые были вооружены огнестрельным оружием, что потребовало большего внимания к тренировкам и обучению, характерным для событий, имевших место в Европе в предыдущем столетии.
На пике своего размера лишь небольшое меньшинство в армии было иранцем по этническому происхождению; было 60 000 туркмен и узбеков, 70 000 афганцев и индийцев (из современного Пакистана), 65 000 военнослужащих из Хорасана, 120 000 военнослужащих различных национальностей из западного Ирана (Курдестан, Хамадан, Лорестан, Бахтаран, Фарс и Хузестан) и 60 000 из Азербайджан и остальной Кавказ. Большую часть этих войск составляла легкая кавалерия. Легкая кавалерия носила четырехугольные шапки (kulah-e Naderi) высотой восемнадцать дюймов, обмотанные козьей или овечьей шкурой; шерстяной плащ на плечах; расстегнутая рубашка красного, желтого или зеленого цвета; короткие бриджи; и кожаные сапоги. Многие также носили доспехи, как кольчужные, так и пластинчатые. Каждый легкий кавалерист был вооружен саблей, мушкетом и топором. Некоторые также несли щиты. В 1744 году армия Надера включала 13 000 гвардейских кавалеристов, 20 000 кавалеристов из собственного племени Надера Афшар, 50 000 афганских кавалеристов, 12 000 джазерчи, 40 000 обычных пеших мушкетеров и нераскрытое количество артиллерийских войск, гарнизонных войск и людей из других племен, таких как Каджары. Большинство солдат были вооружены кремневыми или более старыми мушкетами с микелетным замком, у некоторых были фитильные замки, и каждый солдат также носил меч. Пехота не использовала штыки. Афганцы, возможно, были в основном без огнестрельного оружия, будучи ударной кавалерией, основным оружием которой было копье. Часть тюркской и иранской легкой кавалерии, возможно, также не имела огнестрельного оружия, полагаясь на копья, сабли и луки.

## Пехота

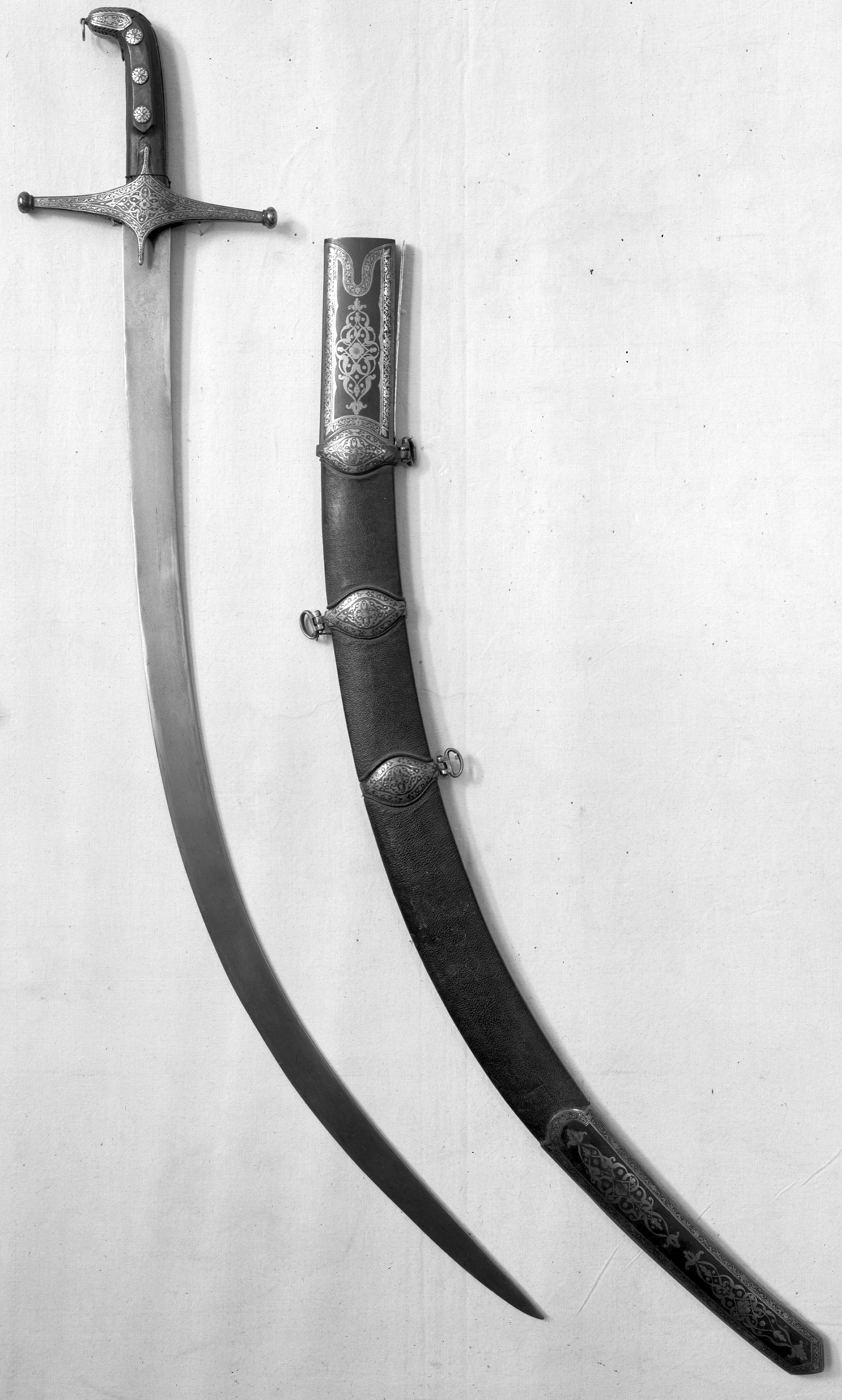
Меч, используемый вместе с кремневым замком. Пехотинцы также были вооружены мечами для использования в ближнем бою.

Как и в период Сефевидов, в период Надира пехотные подразделения ценились как второстепенные подразделения и по важности стояли после кавалерии. Кроме того, пехотные части, вооруженные огнестрельным оружием, так и не были полностью разработаны. В качестве исключения можно указать на шаха Аббаса, который своими реформами привел в состав сефевидской армии огнестрельные пехотные части.
Весь пехотный корпус имел стандартную форму под названием колах-э Надери (كلاهِ نادری), состоящую из синей туники с высокой кепкой и красных брюк.
Первоначальные кампании Надира против афганцев-абдали в западном Афганистане побудили его найти решение для борьбы с сильными кавалерийскими силами. С такими решениями, как улучшенная пехота, оснащенная огнестрельным оружием, артиллерийские силы и маневренная кавалерия, Надиру Абдали удалось победить афганскую кавалерию.

### Стрелки
Стрелок был штатным стрелково-вооруженным подразделением армии, и с эпохи Сефевидов количество бойцов в этом подразделении неуклонно увеличивалось. Стрелок также был вооружен длинным кинжалом и мечом, традиционным региональным оружием. В общем, всадник был оснащен более легкой винтовкой, чем пулеметчик.

### Джазаерчей

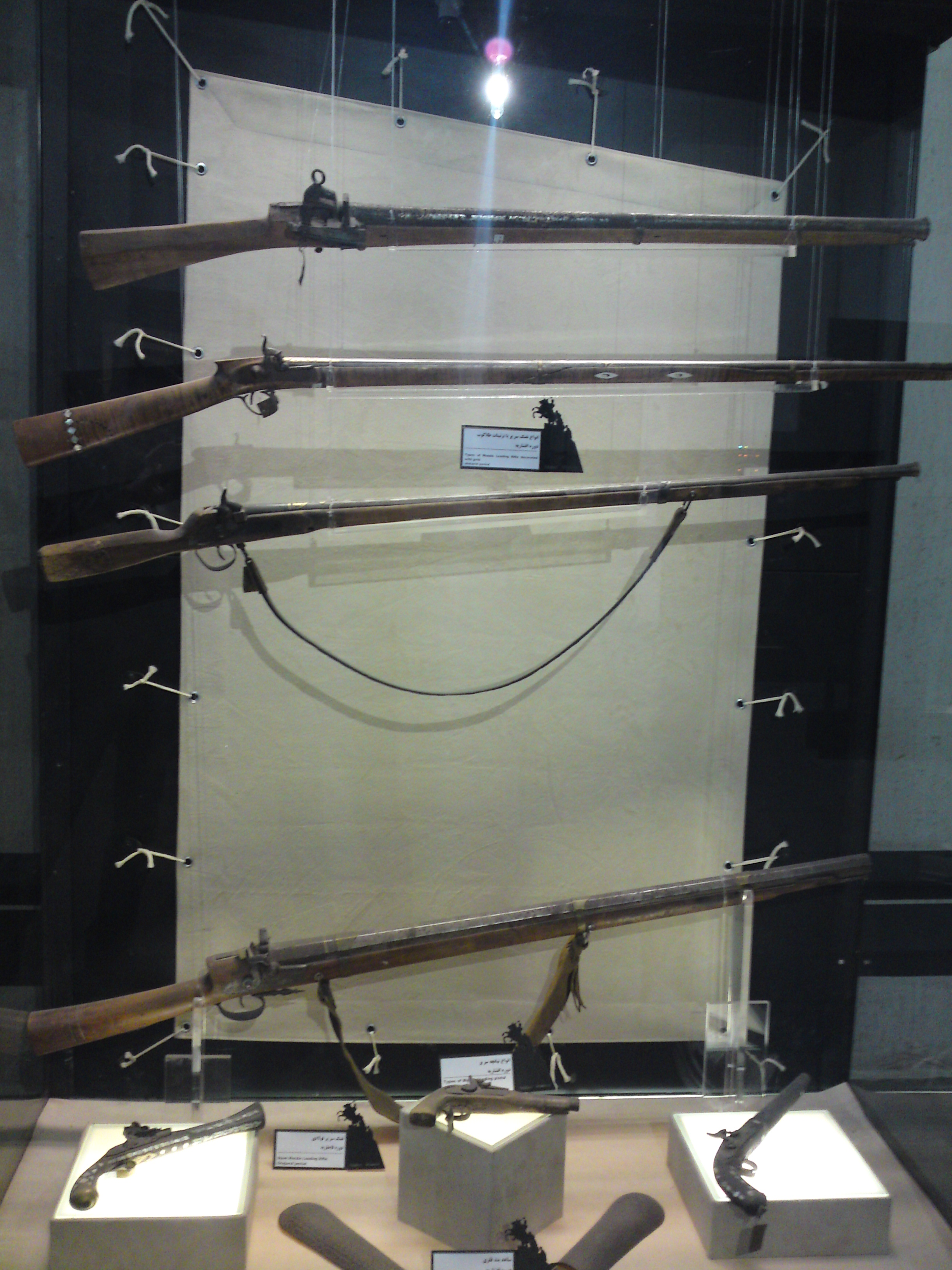
Винтовка, используемая осужденными, выставлена в «Музее Надир Шаха» в Мешхеде.

Среди стрелков алжирской армии Надира он сформировал элитные силы. Кремневая винтовка Jazāyer (перс. جزایرچی‎), используемая этими пехотинцами, была более крупного калибра, чем ее европейские аналоги, что приводило к большей дальности стрельбы, а также к повышенной точности. Средняя европейская винтовка весила 5 килограммов и стреляла диаметром 18 миллиметров, тогда как персидская весила 18 килограммов и производила выстрел диаметром 24 миллиметра.
В отличие от винтовок в Европе, ружье заряжалось дульно, а не бумажным патроном. Это означало, что, хотя у него были преимущества в дальности, ударе и точности, его зарядка занимала больше времени, чем у его европейских аналогов. История первых известных сведений об использовании егерей в армии Сефевидов восходит к середине XVII века. Алжирцы также были вооружены холодным оружием, называемым мечом, в дополнение к винтовке, называемой казаир. Карательная дивизия пехоты занималась постоянными тренировками и учениями. Человек, ставший свидетелем одного из таких видов тренировок, пишет в своих воспоминаниях:
Пехота — я имею в виду тех, у кого были мушкеты, — собиралась в свои подразделения, стреляла из своих орудий по мишеням и постоянно тренировалась. Если бы Тахмасп Кули Хан (имеется в виду Надер) видел, что обычный солдат постоянно находится в отличной форме, он повышал бы его до лидера из 100 человек или лидера из 50 человек. Он призывал всех воинов к храбрости, способностям и опыту, а простыми словами, сам подавал пример твердого характера и воинской доблести.
Подразделения Джазаерчей ежедневно занимались тренировками по несколько часов. Явный упор делался на постоянную тренировку солдат. Надер сам формировал корпус джазерчей и часто лично командовал ими в бою. По свидетельству другого современника, джазерчи были хорошо одеты и вооружены лучшим снаряжением.
Общее количество джазерчи, кажется, менялось со временем, поскольку у нас есть разные отчеты о численности, но в целом корпус насчитывал примерно дюжину тысяч человек. Джонас Хэнвей сообщил, что в 1744 году в дополнение к 40 000 обычных тофангчи (мушкетеров) был контингент из 12 000 джазаерчи. У Надира также был контингент из 12 000 джазерчей в его кампании в Центральной Азии.
Хотя Джазаерчи были пехотным корпусом, они обычно вели кампанию на ездовых животных, а иногда также сражались в составе конных войск (как это сделали некоторые подразделения в Карнале). Они использовались для решения самых сложных и важных тактических задач из-за их высокого качества в качестве элитных боевых войск, доказав свою ценность во многих битвах, включая Михмандуст, Мурче-Хорт, Киркук, Егевард, Карнал и Карс.
О смертельном ударе джазайера во время битвы при Карнале современник заметил: «Стрела не может ответить джазайеру».

## Кавалерия

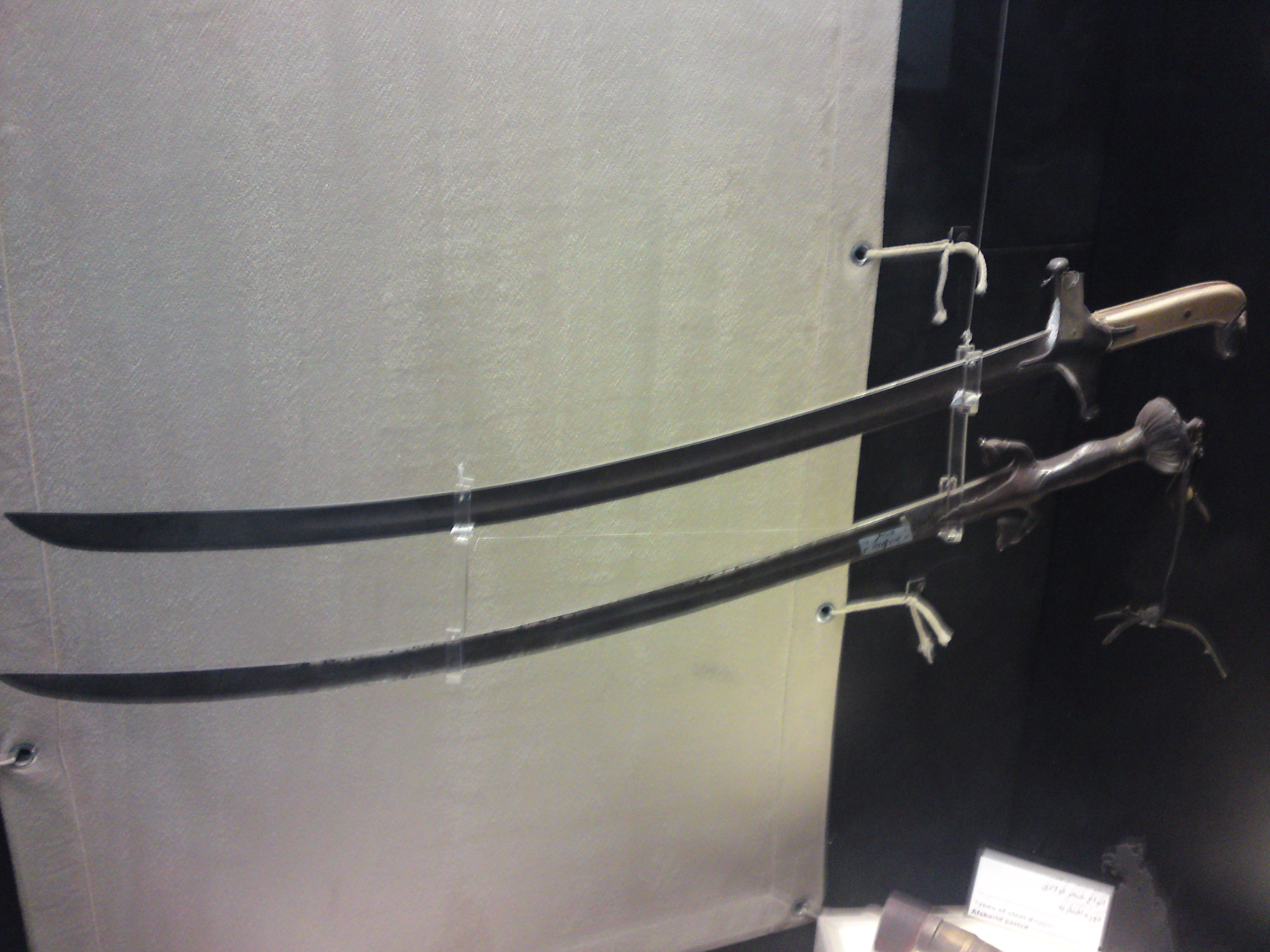
Шамширы (мечи) эпохи Афшаридов, выставленные в музее Надир Шаха в Мешхеде.

Кавалерия занимала самое почетное положение в иранских армиях с самого начала иранских империй более 2500 лет назад. Надер провел далеко идущие реформы в этом роде вооруженных сил, включая финансовую ответственность государства за коней кавалеристов. До Надера всадники не хотели подвергать своих коней большому риску, поскольку они обычно были ценной собственностью своих хозяев. Кавалерийские корпуса были принципиально разделены на две группы по своему происхождению (независимо от того, были ли они набраны центральным правительством или призваны на службу из подчиненных земель и из подчиненных кланов).
Персидская кавалерия в целом превосходила своих османских коллег.
... они атаковали со всех сторон, кружась в любом новом направлении. Ряды смыкались, затем атаковали и затем расходились, после чего эта же разрозненная группа смыкалась в том же пункте. Они симулировали отступление, а затем контратаковали...
Хотя большая часть кавалерии была вооружена шамширами, также использовался ряд других видов оружия, таких как копья и огнестрельное оружие. К 1736 году мушкеты были одним из стандартных видов оружия кавалерии, что давало войскам дополнительную гибкость как в разведке, так и в перестрелках (о чем свидетельствует Карнал).

### Вспомогательная кавалерия

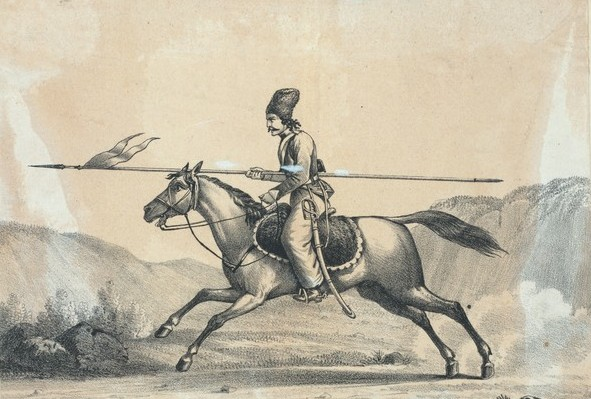
Легкобронированный персидский улан

Еще одним престижным подразделением в войсках Надера была Саваран-э Сепах-э Хорасан (سواران‌ سپاه خراسان), что можно перевести как «Всадники армии Хорасана». Нарисовано в основном из гильзаев, абдали, курдов и других племенных элементов Империи. Афганские всадники (и Гильзай, и Абдали) были одними из лучших ударных кавалеристов в Азии. Размер этого кавалерийского отряда со временем менялся, но в какой-то момент сообщалось, что он насчитывал 70 000 человек. Элементы Саваран-э Сепах-э Хорасан иногда продвигались Надером в Саваран-э Салтанати. Саваран-э-Сепах-э-Хорасан сыграл решающую роль в заключительной фазе битвы при Карсе, в которой они участвовали в огромной фланговой атаке (40 000 человек), которую Надер возглавил лично.

## Артиллерия
Одним из родов войск, получивших наибольшую выгоду от реформ Надера, безусловно, была артиллерия. Во время правления династии Сефевидов пороховое оружие использовалось в относительно ограниченных масштабах и, конечно же, не должно было считаться центральным элементом военной машины Сефевидов. Хотя большая часть военных кампаний Надира проводилась с агрессивной скоростью наступления, что создавало трудности в поддержании тяжелых орудий при быстрых маршах армии, Надир уделял большое внимание укреплению своих артиллерийских частей.

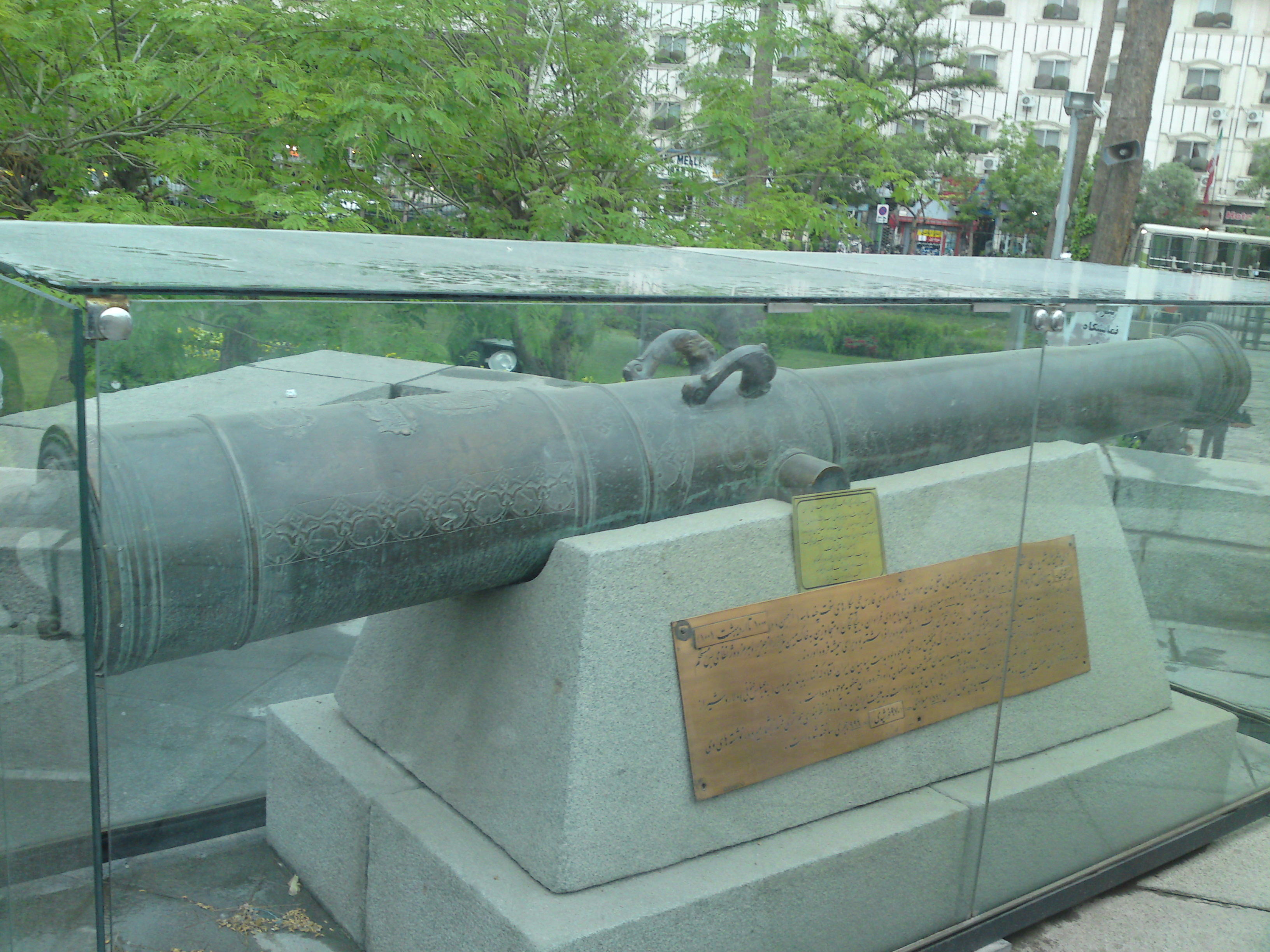
Полевая пушка периода Афшаридов.

Основными центрами персидского производства вооружений были Амол, Керманшах, Исфахан и Мерв. Эти военные заводы достигли высокого уровня производства и смогли вооружить армию качественными пушками. Однако мобильные мастерские позволили Надиру сохранить свою стратегическую мобильность, сохранив при этом гибкость в развертывании тяжелых осадных орудий, когда это необходимо.
Одним из ключевых артиллерийских подразделений Надира был замбуракчи (زنبورکچی), корпус артиллерийских батарей, который представлял собой 1- или 2-фунтовые поворотные орудия, установленные на спинах верблюдов. По сравнению с обычной полевой артиллерией они были довольно неточны и имели малую дальность действия, но имели явное преимущество в мобильности и при массировании могли дать сокрушительный залп (как это было видно в битвах при Егеварде и Карнале). Персидская армия содержала корпус из многих сотен замбураков.
Полевая артиллерия стала неотъемлемой частью сил Надира. Во время первой месопотамской кампании Надира полевая армия, которую он двинул на север, в Самарру, чтобы противостоять силам помощи под командованием Топала-паши, состояла из восемнадцати полевых орудий (четыре 30-фунтовых, шесть 15-фунтовых и еще шесть 9-фунтовых).
Благодаря реформам Надира персидская полевая артиллерия стала превосходить как османскую, так и, в частности, артиллерию Моголов. В боях под Егевардом и Карсом персидские орудия вели более точный огонь и достигли значительно более высокой скорострельности, чем их турецкие аналоги. Персидская артиллерия также была очень эффективна в Среднеазиатской кампании Надира, поскольку воины Среднеазиатского ханства не знали, как сражаться с армиями с модернизированной артиллерией и порохом.

## Флот Афшаридов
В 1734 году Надир реорганизовал систему военного флота государства. Наилучший период деятельности этот флот пережил за 10 лет до раздела империи Афшар. Военный флот империи Афшар также действовал на Каспии против русских, которые считались одной из главных угроз. Центр военного флота располагался в Бушере, а основным полем деятельности был Персидский залив, а также Оманское море. Здесь основная борьба шла с бандитами и повстанцами, обосновавшимися на побережьях Маскатского султаната, имамата Омана, а позднее и государств перемирия. Флот Афшара часто сотрудничал с голландцами и британцами.

### Северный флот
Персидский северный флот действовал в Каспийском море. К 1745 году в строю находились два фрегата и четыре небольших корабля (все отечественной постройки). Сообщается, что по наущению русских один из кораблей был сожжен недалеко от Решта в 1752 году. До того, как персы основали северный флот, Надир-шаху пришлось платить большие суммы денег частным русским судам, чтобы отправить припасы для своих войск во время дагестанской кампании из-за монополизации русскими.

### Южный флот
Основной пункт присутствия Южного флота персидского флота находился в Персидском заливе и Оманском море, а также в Аравийском море.
1734–1736 гг.
В 1734 г. персы купили две бригантины у англичан и еще две у местного арабского шейха.  Две английские бригантины были названы Патна и Рупералл и принадлежали Уэдделлу и Куку соответственно. Персы захватили Ист-Индиаман Нортумберленд в мае 1736 года в Бушере, вынудив капитана корабля продать его «по высокой цене» и превратить в военный корабль. В то время корабль был в плохом состоянии, и Ост-Индская компания (EIC) «предприняла меры предосторожности, чтобы удовлетворить потенциальные претензии персов». В октябре того же года флот был усилен за счет покупки двух английских 20-пушечных фрегатов за 8000 томанов, один из которых получил имя Cowan. Однако отчеты EIC показывают, что продан только один корабль. Позже Коуэн был переименован в Фатх-и-Шах при персах и превратился в персидский флагман, хотя другой источник пишет, что Фатх-и-Шах был бывшим Нортумберлендом. Cowan было частным судном, базировавшимся в Бомбее, и было куплено EIC для передачи персам, что принесло им 200% прибыли. Другое судно под названием l'Heureux было куплено у французских провинциальных торговцев.
1737
По состоянию на 1737 год голландский источник сообщил о инвентаризации флота Афшаридов следующим образом:
| Судно | Источник   | Заметки                                 |
| --- | ---------- | --------------------------------------- |
| Фэтти Шахиa | Английский | Куплено за 7000 томанов                 |
| Капитан | Английский | Куплено за 4000 томанов                 |
| Фатта Мамодиb | Английский | Куплено за 400 томанов                  |
| Настар Чани | Английский | Куплено за 300 томанов                  |
| Теккельc | Басиду     | Куплено за 3000 томанов у шейха Рашида. |
| Фаттильхайе | Басиду     | Куплено за 1300 томанов у шейха Рашида. |
| Фатта Рамханиеd | арабский   | Куплено за 400 томанов                  |
| Илхайджи | Басиду     | Куплено за 400 томанов у шейха Рашида.  |
| неизвестно | Басиду     | взято у шейха Рашида                    |
| неизвестно | Басиду     | взято у шейха Рашида                    |
| неизвестно | персидский | построен Мохаммадом Латифом Ханом       |
| неизвестно | персидский | построен Мохаммадом Латифом Ханом       |
| a также пишется «Фаттишахи» (перс. فتح شاهی‎) b (перс. فتح محمودی‎) c также пишется «Таваккул»(перс. توکل‎) d (перс. فتح رحمانی‎) |            |                                         |
| Источник: Floor (1987) |            |                                         |

1741–1742
Базирующееся в Бомбее судно Shawallum водоизмещением 1100 тонн было приобретено у принадлежащего ему консорциума (John Lambton, торговцы парси Бхоманджи Рустамджи и Маноджи Новроджи, а также базирующаяся в Бомбее компания Shivan Set Dharam Set) и было переименовано в Rahimi, став новым флагманом флот. Южный флот насчитывал 15 судов по состоянию на 1742 г., большинство из них построено в Сурате в Камбейском заливе. Персия заказала судостроителю Сурата 11 кораблей, первый из которых был доставлен в 1741 году. Корабли были сделаны из тика и славились своей прочностью. В 1742 году Роберт Галлей был приобретен у англичанина Юстаса Пикока за 1000 томанов. Еще два корабля, Mary и Pembroke, были куплены EIC в Сурате и проданы по цене 186 251 фунт стерлингов, что эквивалентно 9 312 туманам или 23 280 фунтам стерлингов. И у Мэри, и у Пембрука на момент продажи были технические проблемы: у последней не было полного снаряжения, а у первой были утечки в корпусе, и ее требовалось ежедневно откачивать.
1745 г.
К 1745 г. флот насчитывал около 30 судов.
1747 г.
В 1747 г. южный флот насчитывал от 20 до 25 судов.